# На добраніч, сестричко!
«На добраніч, сестричко!» (англ. Good Night, Nurse!) — американська короткометражна кінокомедія Роско Арбакла 1918 року, з Бастером Кітоном і Роско Арбаклом в головних ролях.

## Сюжет
Втомившись від алкоголізму чоловіка і прочитавши оголошення в газеті, дружина Фатті тягне його в клініку на операцію, щоб позбутися від його залежності. Але як тільки вони прибувають на місце, він починає втікати.

## У ролях
- Роско «Товстун» Арбакл — Фатті
- Бастер Кітон — лікар Гамптон
- Аль Ст. Джон — помічник хірурга
- Еліс Лейк — скажена жінка
- Кейт Прайс — медсестра
- Джо Кітон — чоловік в бинтах